# Kabompo
Kabompo é uma cidade e um distrito da Zâmbia, localizados na província Noroeste.